# 雅煞珥書
雅煞珥書（希伯來語：‎  )天主教思高聖經譯義士書，意思是「義人之書」，是希伯来圣经中提到的书，多認為是已丟失的經卷。另种看法認為将指对摩西五经的引用，如犹太学者辣什。

## 腳註
1. ↑  约书亚记 10:13；撒母耳記下 1:18